# Monica Esposito
Monica Esposito (Genova, 7 agosto 1962 – Kyoto, 10 marzo 2011) è stata una storica delle religioni, traduttrice e sinologa italiana.
Eminente specialista del taoismo dei periodi Ming e Qing e dei suoi testi, è ricordata come una delle maggiori studiose delle religioni cinesi dei tempi moderni.

## Biografia
All'età di 4 anni si trasferì a Padova con la famiglia. Dopo il diploma di maturità classica, nel 1987 si laureò in lingua cinese presso l'Università Ca' Foscari di Venezia con una tesi sul Qi gong. Negli anni accademici soggiornò per motivi di studio presso l'Università Fudan a Shanghai e l'Università di Gand in Belgio. Perfezionò poi i suoi studi alla Sorbona di Parigi sotto la direzione della professoressa Isabelle Robinet, direttrice del Dipartimento dell'Università di Parigi di Studi sull'Estremo Oriente. Più tardi, nel 1988, ottenne il Diploma di Studi Avanzati sui testi del canone taoista. Si trasferì a Shanghai dove studiò presso l'Accademia di Scienze Sociali sotto la direzione del professor Chen Yaoting. La sua formazione fu completata nel 1993 con un Ph.D. summa cum laude in studi sull'Estremo Oriente con la tesi La Porte du Dragon. L'école Longmen du Mont Jingai et ses pratiques alchimiques d'après le Daozang xubian (Suite au Canon Taoïste) (La Porta del Dragone – La scuola Longmen del Monte Jin'gai e le sue pratiche alchemiche derivanti dal Daozang xubian, complemento al canone taoista).
Durante vari soggiorni in Cina e Tibet, Monica Esposito condusse approfonditi studi sul campo riguardo alle pratiche di Qi gong, Taiji, Taoismo e Buddhismo (particolarmente dello Zogchen). Dopo gli studi post-dottorato presso il Centro di studi indiani e dell'Estremo Oriente dell'Università di Venezia (1994-1995), alla Sorbona a Parigi (1995-1997) ed alla Kansai University di Osaka, nel 1998 stabilì definitivamente la propria residenza a Kyoto dove sposò il docente universitario svizzero Urs App. Tra il 1998 ed il 2003 condusse studi a Taiwan, Hong Kong e nella Cina continentale producendo, insieme a suo marito, notevoli documentari video sulle religioni dell'Estremo Oriente.
Dopo essere stata nominata professore associato presso l'Istituto di Studi Umanistici dell'Università di Kyoto (Jinbun Kagaku kenkūjo) nel 2003, la Esposito continuò la sua ricerca sui testi taoisti dei periodi Ming e Qing. Concepì e diresse il Daozang Jiyao (), un progetto di ricerca internazionale con più di 60 collaboratori scientifici in tutto il mondo sulla più importante collezione di testi taoisti del periodo Qing. Per sviluppare parti di questo grande progetto, iniziato nel 2006, Monica Esposito ottenne importanti contributi dalla Fondazione Chiang Ching-kuo (2006-2009 e 2010-2013) e dalla Japanese Society for the Promotion of Science (JSPS; 2008-2011). 
La ricerca scientifica di Monica Esposito si concentrava sul taoismo dei periodi Ming e Qing, in particolare sulla tradizione "Longmen" (Porta del Dragone) dominante nel taoismo moderno; l'alchimia interiore (neidan); l'interazione nel periodo imperiale tardivo fra taoismo, tantrismo e buddismo; e il buddismo tibetano (rDzogs chen).
Morì nel 2011, non ancora cinquantenne, per un'embolia polmonare, dovuta a una malattia cardiaca. Dopo il decesso della Esposito, il professor Lai Chi Tim della Chinese University of Hong Kong, Centro di studi sulla cultura taoista, assunse la direzione del suo progetto. 
Nel 2012 e 2014, due libri saranno dedicati alla memoria della Esposito:
- Cahiers d'Extrême-Asie, rivista scientifica sulle religioni dell'Estremo Oriente fondata da Anna Seidel (numero dell'anno 2012 dedicato a Monica Esposito)
- Quanzhen Daoism in Modern Society and Culture, a cura di Vincent Goossaert et Liu Xun 劉迅, Berkeley: Institute of East Asian Studies, 2014.

## Ruoli professionali e membership
- Direttrice del progetto Daozang Jiyao[4]
- Membro della Society for the Study of Chinese Religions
- Membro della Dōkyō gakkai (Società giapponese per la ricerca del taoismo)
- Membro della American Association of Asian Studies
- Coeditrice della serie Routledge Studies in Taoism (Routledge, London)
- Membro del comitato d'edizione per Daoism: Religion, History and Society (Rivista scientifica, Chinese University of Hong Kong, Centro per le studi della cultura taoista)

## Libri
- 1987 La pratica del Qigong in Cina. Introduzione ad una scuola contemporanea e ai suoi testi (con una traduzione del Wuxi chanwei, breve studio sulle cinque respirazioni) - Tesi di Laurea, Università degli Studi di Venezia, Facoltà di Lingue e Letterature Straniere, Corso di Laurea in Lingue e Letterature Orientali (296 p.)
- 1993 La Porte du Dragon. L'école Longmen du Mont Jingai et ses pratiques alchimiques d' après le Daozang xubian (Suite au Canon Taoïste) Archiviato il 29 giugno 2017 in Internet Archive.. Tesi di dottorato 3ème cycle, Paris VII, 1993 (sotto la direzione di Isabelle Robinet). 2 vol.[5]
- 1995 Il Qigong, la nuova scuola taoista delle cinque respirazioni. Padova: Muzzio, 1995.
- 1997 L'alchimia del soffio. Roma: Ubaldini, 1997.[6]
- 2013 The Zen of Tantra. Wil (Svizzera) / Parigi: UniversityMedia, 2013 (ISBN 978-3-906000-25-1). 179 pp.
- 2013 Creative Daoism. Wil (Svizzera) / Parigi: UniversityMedia, 2013 (ISBN 978-3-906000-04-6). 392 pp.[7]
- 2014  Facets of Qing Daoism. Wil (Svizzera): UniversityMedia( ISBN 978-3-906000-06-0 ), 2014. 410 pp.[8]

## Edizioni
- 1998 Editrice principale degli articoli sulla religione cinese (taoismo) e l'alchimia interiore per il dizionario dell'esoterismo: Dictionnaire critique de l'ésotérisme, ed. Jean Servier, Parigi: Presses Universitaires de France (ISBN 2-13-049556-7)
- 2004 Special Issue: In Memoriam of Isabelle Robinet (Numero speciale in memoria di Isabelle Robinet; in collaborazione con Hubert Durt), Cahiers d' Extrême-Asie No. 14 (2004).
- 2008 Images of Tibet in the 19th and 20th Centuries (Immagini del Tibet nel diciannovesimo e ventesimo secolo), Etudes thématiques 22 (2 volumi). Paris: École française d'Extrême-Orient, 2008.

## Traduzioni
- 1991 (dal francese): Catherine Despeux, Le immortali dell'antica Cina. Taoismo e Alchimia femminile. Roma, Ubaldini Editore.
- 2008 (dal giapponese): Onoda Shunzō, « The Meiji Suppression of Buddhism and Its Impact on the Spirit of Exploration and Academism of Buddhist Monks », in Images of Tibet in the 19th and 20th Centuries collezione « Études thématiques » no 22, vol. 2, Paris, École française d'Extrême-Orient, p. 225-242.
- 2008 (dal cinese) Chen Bing, « The Tantric Revival and Its Reception in Modern China », in Images of Tibet in the 19th and 20th Centuries, collezione « Études thématiques » no 22, vol. 2, Paris, École française d'Extrême-Orient, p. 387-427.

## Selezione di articoli
1988
- Shen Hongxun, Taiji wuxigong–La pratica delle cinque respirazioni del Polo Supremo, Taiji wuxigong yanjiuhui, Shanghai, 1986, Biologica (Rivista del dipartimento di filosofia, Università Ca'Foscari, Venezia) 1/1988, 225-226.

1992
- Il Daozang xubian, raccolta di testi alchemici della Longmen, Annali dell'Instituto Universitario Orientale LII, 4, 1992, 429-449.

1993
- Journey to the Temple of the Celestial-Eye (Viaggio al tempio del occhio celeste). In David W. Reed (ed.), Spirit of Enterprise, The 1993 Rolex Awards, 275-277. Bern: Buri ed., 1993.

1995
- Il Ritorno alle fonti – per la costituzione di un dizionario di alchimia interiore all'epoca Ming e Qing. In M. Scarpari (ed.), Le fonti per lo studio della civiltà cinese, 101-117. Venezia: Cafoscarina, 1995.

1996
- Il Segreto del Fiore d'Oro e la tradizione Longmen del Monte Jin'gai. Dans P. Corradini (ed.), Conoscenza e interpretazione della civiltà cinese, 151-169. Venezia: Cafoscarina, 1996.

1998
- (in collaborazione con Chen Yaoting 陳耀庭), Yidali daojiao de yanjiu 意大利道教的研究 [Studi sul taoismo in Italia], Dangdai zongjiao yanjiu 當代宗教研究 1, 44-48.
- The different versions of the Secret of the Golden Flower and their relationship with the Longmen school (I diversi versioni del Segreto del fiore d'oro), Transactions of the International Conference of Eastern Studies XLIII, 90-109.
- Dodici articoli sulla religione cinese (taoismo) e l'alchimia interna nello Dictionnaire encyclopédique de l'ésotérisme, a cura di Jean Servier. Paris: Presses Universitaires de France: Absorption des effluves cosmiques, 5-6; Alchimie feminine, 51-52; Alchimie intérieure, in collaborazione con Isabelle Robinet, 55-58; Art de l'alcôve, 58-60; Corps subtil, 343-345; Daoyin, 365-367; Délivrance du cadavre, 377-378; Exorcisme, 500-502; Géographie sacrée, 532-534; Immortalité et Taoïsme, 642-645; Souffle et respiration embryonnaire, 1216-1218; Tao, 1262-1263).
- Italia no kangaku to dōkyō kenkyū イタリアの漢学と道教研究 (La sinologia italiana e la ricerca sul taoismo). In Nakamura Shōhachi 中村璋八(ed.), Chūgokujin to dōkyō 中国人と道教, 83-104. Tokyo: Kyūko shoin 汲古書院.
- Una tradizione di rDzogs-chen in Cina. Una nota sul Monastero delle Montagne dell'Occhio Celeste, Asiatica Venetiana 3, (1998): 221-224.

1999
- Orakel in China [Oracoli della Cina]. In A. Langer and A. Lutz (eds), Orakel – Der Blick in die Zukunft [Oracoli -Visioni del futuro], 304-314. Zürich: Museum Rietberg.

2000
- Daoism in the Qing (1644-1911) (Il Taoismo del periodo Qing). In L. Kohn (ed.), Daoism Handbook, 623-658. Leiden: Brill.

2001
- Longmen Taoism in Qing China–Doctrinal Ideal and Local Reality (Taoismo Longmen nella Cina del periodo Qing), Journal of Chinese Religions 29 (Numero speciale sul Quanzhen a cura di Vincent Goossaert e Paul Katz), 191-231.
- In Memoriam Isabelle Robinet (1932-2000) – A Thematic and Annotated Bibliography (In memoriam Isabelle Robinet. Una bibliografia tematica e annotata). Monumenta Serica XLIX, 595-624.
- Articoli sul taoismo e l'alchimia interiore in Le grand dictionnaire Ricci de la langue chinoise (sei volumi). Paris: Desclée de Brouwer.

2004
- The Longmen School and its Controversial History during the Qing Dynasty. (La tradizione Longmen e la controversa sulla sua storia durante il periodo Qing). In John Lagerwey ed. Religion and Chinese Society: The Transformation of a Field (Religione e società cinese: La trasformazione di un campo di studi), vol. 2, 621-698. Paris: EFEO & Chinese University of Hong Kong, 2 vol.
- In Memoriam of Isabelle Robinet–An Annotated and Thematic Bibliography (édition révisée et augmentée), Cahiers d'Extrême-Asie 14 (Numéro spécial in memoriam Isabelle Robinet, edité par Monica Esposito et Hubert Durt), 1-42.
- Sun-worship in China–The Roots of Shangqing Taoist Practices of Light (Il culto del sole in Cina: le radici delle pratiche di luce del Shangqing), Cahiers d'Extrême-Asie 14 (Numero speciale in memoriam Isabelle Robinet, a cura di Monica Esposito e Hubert Durt), 345-402.
- Gyakuten shita zō-jotan no shintai kan 逆転した像–女丹の身体觀 (Lo specchio inverso: La visione del corpo nell'alchimia interna femminile). In Sakade Yoshinobu sensei taikyū kinen ronshū kankō kai 坂祥伸先生退休記念論集刊行会 (ed.), Chūgoku shisō ni okeru shintai, shizen, shinkō 中国思想における身体．自然．信仰 [Corpo, natura e fede nel pensiero cinese] (Volume dedicato al Prof. Yoshinobu Sakade), 113-129. Tokyo: Tōhō shoten 東方書店.
- Shindai ni okeru Kingai-zan no seiritsu to Kinka shūshi 清代における金蓋山龍門派の成立と『金華宗旨』(Il segreto del fiore d'oro e l'istituzione della tradizione Longmen sul monte Jin'gai durante la dinastia Qing). In Takata Tokio 高田時雄 (ed.), Chūgoku shūkyō bunken kenkyū kokusai shinpojiumu hōkukusho 中国宗教文献研究国際シンポジウム報告書, 259-268. Kyoto: Jinbun Kagaku Kenkyūjo 人文科学研究所 [vedi giù per la versione annotata di 2007].

2005
- Shindai dōkyō to mikkyō: Ryūmon seijiku shinshū 清代道教と密教：龍門西竺心宗 [Un esempio dell'interazione tra taoismo e tantrismo durante la dinastia Qing: la tradizione tantrica Longmen Xizhu xinzong]. In Mugitani Kunio 麦谷邦夫 (ed.), Sankyō kōshō ronsō 三教交渉論叢 (Studie sull'interazione tra le tre insegnamenti), 287-338. Kyoto: Jinbun Kagaku Kenkyūjo 人文科学研究所.

2006
- Daozang jiyao ji qi bianzuan de lishi 道藏輯要及其編纂的歷史. (La storia di compilazione del Daozang jiyao). Conferenza presentata alla First International Academic Symposium of Daoist Literature and its Path to Immortality, Gaoxiong, Zhongshan University, 10-12 novembre.

2007
- Shindai ni okeru Kingai-zan no seiritsu to Kinka shūshi 清代における金蓋山龍門派の成立と『金華宗旨』. (Il segreto del fiore d'oro e l'istituzione della tradizione Longmen sul monte Jin'gai durante la dinastia Qing). In Kyōto Daigaku Jinbun Kagaku Kenkyūjo 京都大学人文科学研究所 (ed.), Chūgoku shūkyō bunken kenkyū 中国宗教文献研究 (Religioni in scrittura cinese: Prospettive della ricerca testuale), 239-264. Kyoto: Rinsen shoten 臨川書店, 2007.
- The Discovery of Jiang Yuanting's Daozang jiyao in Jiangnan—A Presentation of the Daoist Canon of the Qing Dynasty. (La scoperta del Daozang jiyao di Jiang Yuanting in Jiangnan: Una presentazione del canone taoista della dinastia Qing). In Mugitani Kunio 麦谷邦夫 (ed.), Kōnan dōkyō no kenkyū 江南道教の研究 [Research on Jiangnan Daoism] (Rapporto delle ricerche 2003-2006 eseguiti con il sopporto della Fondazione Giapponese per la promozione della scienza [Japan Foundation for the Promotion of Science JSPS]). Anche pubblicato in cinese in Xueshu Zhongguo 學術中國 [Academic China] (2007.11): 25-48.

2008
- Ventuno articoli per The Encyclopedia of Taoism a cura di Fabrizio Pregadio. London: Routledge: 1. Collected Works of the Perfected Lü of Pure Yang (Chunyang Lü zhenren wenji 純陽呂真人文集) (1.280-281) ; 2. “exteriorization of the spirits”; “egress of the Spirit” (chushen 出神) in inner alchemy (1.282-284) ; 3. Sequel to the Taoist Canon (Daozang xubian 道藏續編) (1.347-350) ; 4. Mother of the Dipper (Doumu 斗母 / 斗姆) (1.382-383) ; 5. Spirit of the Valley (gushen 谷神) (1.466) ; 6. Scripture of Wisdom and Life (Huiming jing 慧命經) (1.520-521) ; 7. “fire times”; fire phasing (huohou 火候) in inner alchemy (1.530-531) ; 8. Gate of the Dragon (Longmen 龍門) (1.704-706) ; 9. Complete Writings of Ancestor Lü [Dongbin] (Lüzu quanshu 呂祖全書) (1.726-728) ; 10. Min Yide 閔一得 (2.747-748) ; 11. Gate of the Vital Force (mingmen 命門) (2.750) ; 12. Bathing; ablutions (muyu 沐浴) in inner alchemy (2.753-754) ; 13. Muddy Pellet (niwan 泥丸) (2.775-777) ; 14. Inner alchemy for women (nüdan 女丹) (2.778-780) ; 15. Three Passes (sanguan 三關) (835-836) ; 16. Joint cultivation (shuangxiu 雙修) (2.906-907) ; 17. The Ultimate Purport of the Golden Flower of the Great One (Taiyi jinhua zongzhi 太一金華宗旨) (2.961-962) ; 18. Heart of Heaven; Celestial Heart (tianxin 天心) (2.988) ; 19. Wang Changyue 王常月 (2.1008-1010) ; 20. Mysterious Pass (xuanguan 玄關) (2.1131-2) ; 21. Intention (yi 意) (2.1158-9)
- rDzogs chen in China: from Chan to Tibetan Tantrism in Fahai Lama's (1921-1991) footsteps (rDzogs chen in Cina: Chan e tantrismo cinese nel insegnamento di Fahai Lama (1921-1991). In Monica Esposito (ed.), Images of Tibet in the 19th and 20th centuries (Immagini del Tibet nel diciannovesimo e ventesimo secolo), 22 (vol. 2), 473-548. Paris: École française d'Extrême-Orient.

2009
- Yibu Quanzhen Daozang de faming: Daozang jiyao ji Qingdai Quanzhen rentong 一部全真道臧的发明：道臧辑要及清代全真认同. In Zhao Weidong 赵卫东 ed., Wendao Kunyushan 问道昆嵛山, 303-343. Jinan: Qilu.
- The Daozang Jiyao Project: Mutation of a Canon (Il progetto Daozang: Mutazioni di una collana di testi), Daoism: Religion, History and Society (2009.1): 95-153.
- The Daozang Jiyao and the Future of Daoist Studies (Il Daozang jiyao e il futuro degli studi taoisti). Contribuzione presentata al congresso internazionale New Approaches to the Study of Daoism in Chinese Culture and Society, Chinese University of Hong Kong, 26-28 novembre 2009 (sarà pubblicato in Lai, Chi Tim & Cheung, Neky Tak-ching, New Approaches to the Study of Daoism in Chinese Culture and Society, Hong Kong: Chinese University Press, 2011).

2010
- Qingdai Quanzhen jiao zhi chonggou: Min Yide ji qi jianli Longmen zhengtong de yiyuan 清代全真教之重構：閔一得及其建立龍門正統得意願 (La reinvenzione del Quanzhen durante il periodo Qing: Min Yide e la sua volontà d'ortodossia). Presentato durante la International Quanzhen conference 探古監今 –全真道的昨天,今天與明天, Hong Kong, Gennaio 6-8, 2010 (in stampa).
- Qingdai daojiao - Jiangnan Jiang Yuanting ben Daozang jiyao 清代道藏—江南蒋元庭本《道藏辑要》之研究 (Taoismo del periodo Qing -  Ricerche sulla versione del Daozang jiyao di Jiang Yuanting). Zongjiao yanjiu 宗教学研究 (in stampa).

2011
- « Shindai dōkyō ni okeru sankyō no hōko to shite no Dōzō shuyō—Zaike shinto to seishokusha no ken'i no taiji »  清代における三教の寶庫としての《道藏輯要》ー在家信徒と聖職の權威の對峙. [Il Daozang jiyao e l'ideologia delle Tre Religioni nel taoismo del periodo Qing], in Kunio Mugitani 麥谷邦夫 ed., Sankyō kōshō ronsō zokuhen 三教交渉論叢續編, Kyoto: Kyoto daigaku jinbun kagaku kenkyūjo, p. 431-469.

2014
- The Invention of a Quanzhen Canon: The Wondrous Fate of the Daozang jiyao (L'invenzione di un canone Quanzhen: Il destino miracoloso del Daozang jiyao).  Vincent Goossaert & Liu Xun (eds.) Quanzhen Daoism in Modern Society and Culture, Berkeley: Institute of East Asian Studies, 2014, pp. 44–77.

## Opere multimediali
1993
- Journey to the Temple of the Celestial-Eye Mountains. Documentario, Rolex Awards for Enterprise, Selected Projects.

1995
- Viaggio nel Khams e l'Amdo meridionale. Documentario, CNRS progetto europeo.

2000
- Oracoli in Cina. Documentario mostrato durante l'esposizione Oracoli (2000) al Museo Rietberg, Zurigo (in collaborazione con Urs App).
- Oracoli in Giappone. Documentario mostrato durante l'esposizione Oracoli (2000) al Museo Rietberg, Zurigo (in collaborazione con Urs App).
- Dangki: Bambini d'oracolo. Documentario mostrato durante l'esposizione Oracoli (2000)  al Museo Rietberg, Zurigo (in collaborazione con Urs App).

2001
- Dangki – Les chamanes de la Chine (Dangki - Gli sciamani della Cina). Documentario diffuso nel 2001 su France 2 (in collaborazione con Urs App).

2002
- Vers la forêt de pins de Tōhaku.[10] Documentario per l'esposizione delle opere d'arte di Hasegawa Tōhaku (2002) al Museo Rietberg[11], Zurigo (in collaborazione con Urs App)

2003
- Der Teebesen. Documentario proiettato nelle mostre sul bambù presso il Museo etnologico dell'Università di Zurigo (2003) e il Museo etnologico di Monaco (Völkerkundemuseum München, 2006)[12] (in collaborazione con Urs App).[13]